# 地球電磁気・地球惑星圏学会
地球電磁気・地球惑星圏学会（ちきゅうでんじき・ちきゅうわくせいけんがっかい、英語: Society Of Geomagnetism And Earth, Planetary And Space Sciences (SGEPSS)）は、日本の学術研究団体の一つ。

## 概要
1947年5月12日設立。学術研究団体としての種別は単独学会。
地球惑星科学を学術研究領域とし、本学会は、会員相互の情報交換と親睦を図り、地球電磁気学および地球惑星圏科学に関連する学術・応用技術の進歩に寄与することを目的としている。
国内においては日本地球惑星科学連合に加入している。

## 沿革
- 1947年 - 日本地球電気磁気学会設立。
- 1987年 - 地球電磁気・地球惑星圏学会に改称。

## 歴代会長
- 長谷川万吉：1947年 - 1960年
- 永田武：1961年 - 1962年
- 前田憲一：1963年 - 1964年
- 加藤愛雄：1965年 - 1966年
- 関戸弥太郎：1967年 - 1968年
- 力武常次：1969年 - 1970年
- 福島直：1971年 - 1972年
- 大林辰蔵：1973年 - 1974年
- 上山弘：1975年 - 1976年
- 前田坦：1977年 - 1978年
- 加藤進：1979年 - 1980年
- 平尾邦雄：1981年 - 1982年
- 小口高：1983年 - 1984年
- 小嶋稔：1985年 - 1986年
- 木村磐根：1987年 - 1988年
- 行武毅：1989年 - 1990年
- 西田篤弘：1991年 - 1992年
- 大家寛：1993年 - 1994年
- 國分征：1995年 - 1996年
- 河野長：1997年 - 1998年
- 松本紘：1999年 - 2000年
- 荒木徹：2001年 - 2002年
- 藤井良一：2003年 - 2004年
- 本蔵義守：2005年 - 2006年
- 歌田久司：2007年 - 2008年
- 津田敏隆：2009年 - 2010年
- 家森俊彦：2011年 - 2012年
- 中村正人：2013年 - 2014年
- 山崎俊嗣：2015年 - 2016年
- 渡部重十：2017年 - 2018年
- 大村善治：2019年 - 2020年
- 山本衛：2021年 - 2022年
- 塩川和夫：2023年 - 2024年
- 中村卓司：2025年 -

## 刊行物

### Earth Planets and Space
- 誌名（和文）：Earth Planets and Space
- 誌名（欧文）：Earth Planets and Space
- 創刊年：1998
- 資料種別：ジャーナル（査読付き論文を含む）
- 使用言語：英語のみ
- 発行形態：eジャーナル
- 著作権帰属先：-
- クリエイティブコモンズ：-
- 購読：-

### 地球電磁気・地球惑星圏学会 会報
- 誌名（和文）：地球電磁気・地球惑星圏学会 会報
- 誌名（欧文）：-
- 創刊年：1962
- 資料種別：その他
- 使用言語：日本語のみ
- 発行形態：その他電子体
- 著作権帰属先：-
- クリエイティブコモンズ：-
- 購読：-